# Мирный (Коченёвский район)
Ми́рный — посёлок в Коченёвском районе Новосибирской области России. Административный центр Краснотальского сельсовета. 

## География
Площадь посёлка — 91 гектар.

## Население
| 2002 | 2007 | 2010 |
| ---- | ---- | ---- |
| 429  | ↘403 | ↘362 |

## Инфраструктура
В посёлке по данным на 2007 год функционируют 1 учреждение здравоохранения и 1 учреждение образования.